# Enric Mampel i Martí
Enric Mampel i Martí (Sorita, País Valencià, 1893 - Garges-lès-Gonesse, França, 1979) fou un militant anarcosindicalista valencià que va viure a Sabadell.
Abandonà els estudis religiosos a causa de les pallisses d'un escolapi. S'acostà a l'anarquisme i al sindicalisme revolucionari durant la Setmana Tràgica de 1909 a Sabadell. Va tenir un paper destacat durant la vaga revolucionària de 1911 i s'hagué d'exiliar a Besiers (França) a causa de la vaga fabril de 1913. Un cop sortí de la presó, s'assentà a la localitat francesa de Vienne, on treballà de teixidor i milità intensament: organitzant una dura vaga en el ram i ajudant els desertors de la guerra. El 1917 després de la vaga general revolucionària, es trasllada a París, on conviu amb Francesc Duran, anarquista utòpic i íntim amic de Mateu Morral. El 1921 fou detingut a la frontera francesa, per ajudar a passar clandestinament els perseguits, i empresonat a Barcelona, acusat de deserció a l'exèrcit. Es tornà a exiliar durant la Dictadura de Primo de Rivera, però amb la proclamació de la II República va tornar a Sabadell, on va exercir un important paper dins l'anarcosindicalisme. A l'inici de la Guerra Civil, quan la CNT va entrar al govern municipal, fou conseller de Foment. Quan els franquistes estaven apunt d'entrar a la ciutat, ocupà l'alcaldia només durant un dia, el 26 de gener de 1939. S'exilià després de la Guerra i va morir a Garges-lès-Gonesse-París (França), el 1979
Respecte a l'assassinat de Théodore Jenny, l'any 1920, que va provocar la condemna a mort dels joves Victor Sabater i Martínez i Martí Martí i Colomer, va declarar molts anys després del crim que els autors no van ser els condemnats, sinó els membres d'una comissió obrera que va anar a parlar amb T. Jenny per temes laborals. En el transcurs de la visita s'hauria produït una forta discussió que hauria acabat amb la mort involuntària de l'empresari.